# Wiktoria (powieść)
Wiktoria (norw. Viktoria) – powieść psychologiczna norweskiego pisarza Knuta Hamsuna z 1898.

## Treść
Powieść jest symptomatyczna dla młodego okresu twórczości autora. Podobnie jak Pan jest opowieścia o miłości, zazdrości i niemożności porozumienia się między ludźmi. Opowiada o losach syna młynarza, Jana, który zdobywa sławę jako pisarz oraz Wiktorii, kobiety wywodzącej się z kręgów arystokratycznych, która nie może przyjąć miłości Jana. Narasta w tej sytuacji dramat uczucia, niemożliwego do skonsumowania z uwagi na różnice klasowe i duży dystans społeczny. Hamsun nie skupia się na społecznej stronie problemu. Interesuje go w głównej mierze kompleks niepełnowartościowości jako siła napędowa ludzkiego działania. Tworzy psychologiczny portret świadomości mężczyzny ogarniętego przez nieziszczone uczucia oraz kobiety nie potrafiącej zerwać ograniczeń klasowych w imię miłości. Jan nieustannie doświadcza obcości i zwątpienia.
Portret Jana wywodzi się z osobistych doświadczeń autora. Jest pierwszą u niego wiwisekcją udręk plebejusza usiłującego sforsować barierę mieszczańskiego salonu. Mimo że utwór charakteryzuje się archaicznością i ckliwą narracją niespełnionych kochanków, to jednak ukazuje szeroką skalę relacji międzyludzkich (np. Jana szczegółowo portretuje od dzieciństwa do dorosłości). 